# Gullfoss
Gullfoss és una cascada situada al canó del riu Hvítá al sud-oest d'Islàndia. Forma part del Cercle Daurat. És una de les atraccions turístiques més populars d'Islàndia. L'ampli Hvítá flueix cap al sud, i a un quilòmetre abans de les cascades gira bruscament a l'est i flueix cap avall en una àmplia corba de tres graons i després abruptament se submergeix en dos salts de 11 i 21 m, en una esquerda de 32 metres de profunditat. L'esquerda, d'uns 20 m d'ample, i 2,5 km de longitud, s'estén perpendicular al corrent del riu. La quantitat mitjana d'aigua en aquesta cascada és de 140 m³/s a l'estiu i 80 m³/s a l'hivern. La inundació més alta mesurada va ser-ne de 2.000 m³/s.